# This Little Piggy
This Little Piggy é o nono episódio da décima terceira temporada da série de televisão norte-americana Family Guy, sendo exibido originalmente na noite de 25 de janeiro de 2015 pela Fox Broadcasting Company (FOX) nos Estados Unidos.

## Enredo
Meg torna-se uma modelo que tem fetiche por pés e Stewie decide experimentar a vida fora da pré-escola.

## Produção
Em uma entrevista para a Entertainment Weekly, promovendo a 13ª temporada da série, o produtor executivo Steve Callaghan disse que no episódio Stewie iria "perceber que sua vida está passando por ele, e ele merece ter um ano sabático... Assim, ele e Brian acabariam em um Coachella - um festival de música, onde Stewie espera encontrar seu verdadeiro eu."

## Audiência
De acordo com o instituto de medição de audiências Nielsen, o episódio foi visto em sua exibição original por 3,19 milhões de telespectadores, apresentando uma quota de 1,6/4 na demográfica de idades 18-49. Houve um decréscimo de 0,93 milhões de pessoas em relação ao episódio anterior, Our Idiot Brian. O show foi o segundo mais visto daquela noite na FOX, perdendo apenas para o episódio de The Simpsons, The Musk Who Fell to Earth. 